# Crematogaster brunnescens
Crematogaster brunnescens är en myrart som beskrevs av Motschoulsky 1863. Crematogaster brunnescens ingår i släktet Crematogaster och familjen myror. Inga underarter finns listade i Catalogue of Life.